# بات بارينغتون
بات بارينغتون (بالإنجليزية: Pat Barrington)‏ هي ممثلة أمريكية، ولدت في 1941، وتوفيت في 1 سبتمبر 2014.

## وصلات خارجية
- بات بارينغتون على موقع IMDb (الإنجليزية)
- بات بارينغتون على موقع أول موفي (الإنجليزية)
- بات بارينغتون على موقع قاعدة بيانات الفيلم (الإنجليزية)
- بات بارينغتون على موقع كينوبويسك (الروسية)